# Léone Nogarède
Léone Nogarède (également connue sous le pseudonyme de Léone Laisner) est une comédienne de théâtre et une critique d'art française née le 10 février 1926 à Beuvry dans le Pas-de-Calais.

## Biographie

### Formation
Élève de l'ENSATT, rue Blanche, dans les années 1940, Léone Nogarède se lie entre autres avec Maurice Ronet et Loleh Bellon.

### Carrière théâtrale
En 1947 elle participe au premier festival d'Avignon avec Jean Vilar et joue sous sa direction et à ses côtés le rôle de la reine Isabelle de Valois dans La Tragédie du roi Richard II de Shakespeare (on remarque notamment dans la distribution Béatrix Dussane, Silvia Monfort, Germaine Montéro, Jeanne Moreau, Jean Négroni...). Elle reprend ce même rôle aux festivals suivants de 1948 et 1949. Aujourd'hui, Avignon conserve d'elle, outre une fresque urbaine en trompe l'œil qui la représente aux côtés de Maria Casarès, la robe qu'elle portait, créée par le peintre Léon Gischia (Maison Jean Vilar).
Dans les années 1950, elle poursuit sa carrière à Paris, utilisant parfois le pseudonyme Léone Laisner. Au cours du premier festival d'Angers, elle rencontre Maria Casarès et Albert Camus (alors directeur et metteur en scène du festival).
En 1956, à la suite d'une maladie qui l'a forcée à s'éloigner des planches pendant trois ans, elle abandonne le théâtre.
En 2010, elle remonte sur les planches d'Avignon (sous le nom de Nogarède) dans Une Semaine d'Art en Avignon, un spectacle monté par sa fille, la chorégraphe et danseuse Olivia Grandville,. La tournée se poursuit jusqu'en 2015, sur plusieurs scènes françaises.

### Critique d'art
Depuis longtemps intéressée par la peinture, elle fait alors carrière comme critique d'art, collaborant notamment pour les publications Plaisir de France, Connaissance des Arts, Les Nouvelles Littéraires...
Nommée secrétaire générale internationale de l'AICA France en 1988, elle démissionne en 1993 en raison de l'état de santé de son mari, disparu la même année.

### Vie privée
Léone Nogarède épouse, fin 1946, Yves Brainville (Yves de La Chevardière de La Grandville), lui aussi comédien et dramaturge. Entre 1959 et 1964, Léone et Yves de La Grandville ont trois filles, toutes trois artistes : Nathalie de La Grandville, peintre, Camille Grandville, comédienne et Olivia Grandville, chorégraphe et danseuse.

## Théâtre
- 1946 : Mariana Pineda de Federico García Lorca, mise en scène de Sylvain Dhomme, Théâtre Charles de Rochefort
- 1946 : La Folle de Chaillot de Jean Giraudoux, mise en scène de Louis Jouvet, Théâtre de l'Athénée
- 1947 : Richard II de William Shakespeare, mise en scène de Jean Vilar, Festival d'Avignon, cour d'honneur du palais des papes[8]
- 1947 : L'Histoire de Tobie et de Sara de Paul Claudel, mise en scène de Maurice Cazeneuve, Festival d'Avignon
- 1948 : La Mort de Danton de Georg Büchner, mise en scène de Jean Vilar, Festival d'Avignon, cour d'honneur du palais des papes[9]
- 1948 : Shéhérazade de Jules Supervielle, mise en scène Jean Vilar, Festival d'Avignon, Théâtre Édouard VII
- 1949 : Œdipe d'André Gide, mise en scène de Jean Vilar, Festival d'Avignon
- 1949 : Carine de Fernand Crommelynck, mis en scène de René Dupuy, Théâtre de l'Œuvre
- 1951 : L'Obstacle d'Yves Brainville, mise en scène d'Yves Brainville, Théâtre du Vieux-Colombier
- 1951 : 107 Minutes de Steve Passeur, mise en scène de Jean Meyer, Tournées Herbert-Karsenty
- 1953 : La Dévotion à la Croix de Pedro Calderón, adaptation d'Albert Camus, mise en scène de Marcel Herrand, Festival d'Angers
- 1953 : Le Monde des Accusés de Walter Jens, mise en scène d'Yves Brainville, Théâtre du Vieux-Colombier
- 1953 : Carnaval à Perpétuité de Georges Beaume, mise en scène de Georges Beaume, Théâtre de la Huchette[10]
- 2010 : Une Semaine d'Art en Avignon d'Olivia Grandville, mise en scène d'Olivia Grandville, Festival d'Avignon

## Cinéma
- 1948 : Le Destin exécrable de Guillemette Babin de Guillaume Radot
- 1950 : Cartouche, roi de Paris de Guillaume Radot : la duchesse du Maine

## Télévision
- 1956 : Mars et Melpomène de Maurice Cazeneuve : la comtesse